# Bangem
Bangem es un municipio del departamento de Kupe-Manenguba de la región del Sudoeste, Camerún. En noviembre de 2005 tenía una población censada de 21 411 habitantes.
Se encuentra ubicado cerca de la frontera con Nigeria y al norte de la ciudad más poblada del país, Duala.